# Ziegelheim
Ziegelheim è una frazione del comune tedesco di Nobitz.

## Storia
Il comune di Ziegelheim venne aggregato nel 2018 alla città di Nobitz.